# Emmasament
A l'edat mitjana, l'emmasament fou el procés de dispersió de la població i que suposà la creació de nombrosos masos isolats.
Tot i que la dispersió és un procés normal en moltes contrades catalanes, cal limitar l'emmasament a la dispersió esdevinguda arran de la feudalització.
Començà en les terres marginals, més muntanyoses. El moment clau fou, però, al segle xi i sobretot al xii, quan, en zones amb un poblament semidispers, hi hagué la creació de nous masos, que suposaren la desintegració de l'antic poblament (vilar).